# True crime
True crime je literární, filmový či televizní žánr, jehož podstatou je rekonstrukce kriminálního činu, typicky vraždy nebo masové vraždy. Dílo žánru true crime může mít podobu hraného i dokumentárního filmu.

## Nejvýznamnější díla
Ke klasickým zástupcům žánru na poli literatury lze zařadit reportážním stylem psaný román Chladnokrevně (1965) od Trumana Capoteho o vyvraždění kansaské farmářské rodiny a Helter Skelter (1974) od Vincenta Bugliosiho a Curta Gentryho o vraždách Charlese Mansona.
Od roku 2013 se začal významně navyšovat počet true crime filmů a seriálů. Mezi tituly se zařadily investigativní podcast s názvem Serial, produkovaný od roku 2014, dokumentární minisérie Nevyjasněné zločiny Roberta Dursta (2015) televize HBO, americký seriál American Crime Story, vysílaný od roku 2016, dokumentární série The Keepers či investigativní dokument Podvodník z Tinderu (2022) americké streamovací služby Netflix.

### Česko
- Já, Olga Hepnarová (2016)
- Manželé Stodolovi (2023)